# Patrizio Parrini
Patrizio Parrini (Firenze, 5 settembre 1959) è un ex tennista italiano.

## Carriera

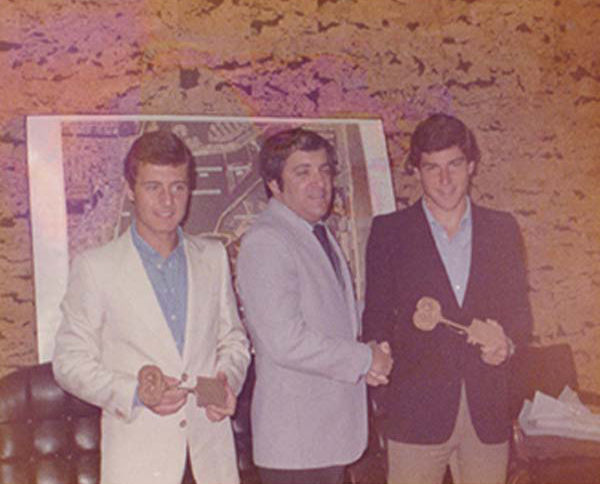
Vittoria campionato mondiale di doppio, Orange Bowl (Miami Beach). Il sindaco dona le chiavi della città ai giocatori.

Parrini si mise in mostra per la prima volta nel a 17 anni nel 1976 quando vinse il torneo di doppio dell'Orange Bowl in doppio con Nicola Canessa. Tre anni dopo vinse sempre in doppio, questa volta con Marco Alciati, la medaglia d'oro ai VIII Giochi del Mediterraneo.
Nel 1982 partecipò per la prima ed unica volta ad un torneo del grande slam, qualificandosi per il tabellone principale del Roland Garros, ma uscendo subito per mano dello spagnolo Gabriel Urpí.
Si ritirò nel 1987.